# Global Marshall Plan Initiative

Das Logo der Global Marshall Plan Initiative

Die Global Marshall Plan Initiative versteht sich als integrative Plattform für eine Welt in Balance. Sie hat fünf Kernforderungen für eine gerechtere Globalisierung. Durch ihren netzwerkartigen Charakter organisiert sie sich ohne Hierarchien und ohne Zentrale.
Das Ziel der Global Marshall Plan Initiative ist die Etablierung eines mit Nachhaltigkeit kompatiblen Ordnungsrahmens für die Weltwirtschaft: Eine weltweite Ökosoziale Marktwirtschaft.

## Entstehung der Global Marshall Plan Initiative

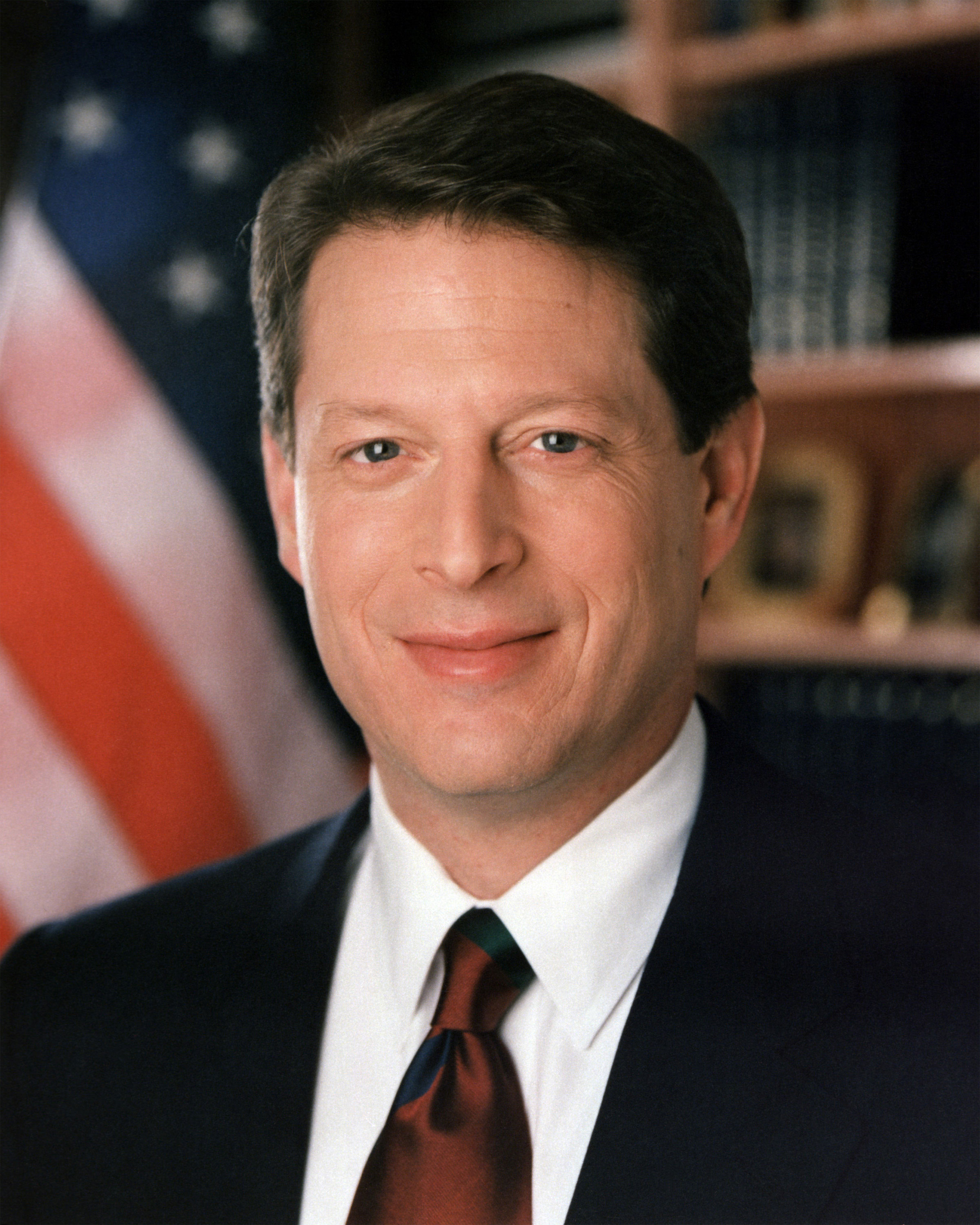
Al Gore – Autor von „Wege zum Gleichgewicht – Ein Marshall Plan für die Erde“

Die Idee eines „Global Marshall Plan“ wurde erstmals 1990 vom US-amerikanischen Politiker, Unternehmer und Umweltschützer Al Gore in seinem Buch „Wege zum Gleichgewicht – Ein Marshall Plan für die Erde“ veröffentlicht. Die Wahl des Namens erinnerte bewusst an den historischen Marshallplan nach dem Zweiten Weltkrieg (offiziell: European Recovery Program), ein Symbol für Hoffnung, Solidarität und Frieden.
Die Idee eines Global Marshall Plan war nicht neu, sondern wurde bereits in den 1990er Jahren von Persönlichkeiten aus ganz unterschiedlichen Bereichen aufgegriffen: Kofi Annan, Hans Küng, die Politikwissenschaftlerin und Schriftstellerin Susan George, Michail Gorbatschow, Prinz El Hassan bin Talal von Jordanien, George Soros, Lutz Wicke, Georg Winter und viele weitere (Global Contract). Bereits Anfang der 1990er-Jahre initiierten prominente Persönlichkeiten wie der Journalist Franz Alt und der deutsche Grünen-Politiker Joschka Fischer einen von vielen unterstützten ökologischen Marshallplan, der die Einrichtung einer Ökosozialen Marktwirtschaft, 100 Milliarden DM pro Jahr für die Umwelt und eine Kerosinsteuer forderte.
Vor dem Hintergrund, dass sich die Welt infolge der raschen Globalisierung zunehmend in einer schwierigen, unhaltbaren Lage befindet – sowohl in Bezug auf die Umweltsituation, auf Armut und Verteilungsfragen sowie bezüglich des Ausgleichs zwischen den Kulturen – wurde die ursprüngliche Idee für einen globalen Marshallplan am 16. Mai 2003 von den Vertretern von 16 zivilgesellschaftlicher Organisationen als Bewegung für Weltfrieden, Nachhaltigkeit und Gerechtigkeit wieder aufgenommen und am Frankfurter Flughafen die Global Marshall Plan Initiative ins Leben gerufen. Da die Initiative als Netzwerk, also dezentral und ohne Hierarchien organisiert sein sollte, wurden zur Koordination der Aufgaben und Aktivitäten verschiedene Personen und Institutionen beauftragt: Die inhaltliche Koordination übernahm Franz Josef Radermacher in seiner Funktion als Institutsleiter des FAW/n, Politik, insbesondere auf EU-Ebene Josef Riegler und das Ökosoziale Forum Europa (siehe Ökosoziales Forum). Die Stiftung Weltvertrag und Frithjof Finkbeiner wurden mit der Koordination, Initiierung und Beförderung von Aktivitäten der Unterstützer und Partner international beauftragt. Aufgrund der enormen positiven Resonanz und der Vielzahl der Aktivitäten wurde dieser Auftrag aber schon bald an die dafür extra gegründete gemeinnützige Global Marshall Plan Foundation übertragen.
Das langfristige Ziel der Initiative ist seitdem die Etablierung einer globalen Ökosozialen Marktwirtschaft, also die derzeitigen globalen Rahmenbedingungen, die weder zu dauerhafter Friedensfähigkeit, noch zu Nachhaltigkeit führen, zu verändern. Die Gründer wollten von Anfang an die Initiative so offen wie möglich entwickeln und auch die Wirtschaft als Unterstützer gewinnen. Alle Akteure und Teile der Weltgesellschaft sollten sich im Global Marshall Plan konstruktiv wieder finden, eine einseitige Ausgestaltung verhindert werden. Dabei will die Initiative neben der größtmöglichen Unterstützung der Weltöffentlichkeit auch erreichen, dass der Plan in seiner Substanz, Qualität, Umsetzung und Reichweite kontinuierlich fortentwickelt wird.
In einer Vorlesungsreihe 2003/04 wurden die Inhalte weiter präzisiert und schließlich ein erster Bericht an die Global Marshall Plan Initiative („Global Marshall Plan – Ein Planetary Contract für eine weltweite Ökosoziale Marktwirtschaft“) erarbeitet, der im September 2004 publiziert werden konnte.
In der Zwischenzeit stellten sich immer mehr Mitglieder des EU-Parlaments sowie nationaler Parlamente hinter die Initiative. Bald folgten auch Verbände der Zivilgesellschaft und der Wirtschaft sowie die erste Universität. Auch international fand die Initiative sehr positive Resonanz. Mittlerweile ist die Initiative zu einem Netzwerk aus mehr als 5000 unterstützenden Einzelpersonen Organisationen sowie Bundesländern und Kommunen herangewachsen.
Mit der Überzeugung, dass Wandlungswille in der Mitte der Gesellschaft erzeugt werden muss, schaffen die Unterstützer Bewusstsein für die Zusammenhänge der Globalisierung und motivieren ihr jeweiliges Umfeld dazu, sich selbst für eine gerechtere Globalisierung einzusetzen. Ein wesentliches Element zur Multiplikation sind Vorträge. Über Bewusstseinsbildung und Information sollen breite Allianzen gebildet werden und Druck „von unten“ erzeugt werden. In der Global Marshall Plan Academy werden Engagierte zu Multiplikatoren trainiert.

## Selbstverständnis
Jede Anstrengung zur Überwindung dieser nicht-nachhaltigen Entwicklung wird sich in Zukunft um ein Vielfaches erschweren oder eine Überwindung gar unmöglich werden, wenn sich nicht bald eine grundlegende Trendwende einstellt.
Die Global Marshall Plan Initiative möchte sich für eine Trendwende hin zur Nachhaltigkeit starkmachen. Mit dem Selbstverständnis einer netzwerkartigen Bewegung für eine Welt in Balance, versammelt sie in einer Allianz Kräfte aus Politik, Wirtschaft, Wissenschaft und Zivilgesellschaft hinter Forderungen zu einer gerechteren Globalisierung. Dabei setzt sie auf die gleichzeitige Verfolgung von ‚bottom-up’ und ‚top-down’ Ansätzen, also Bewusstseinsbildung und Lobbyarbeit.
Durch Vorträge, Informationsveranstaltungen und Publikationen sollen weitere Menschen und Gruppen über die Notwendigkeit und die Möglichkeit globaler Ökosozialer Rahmenbedingungen informiert werden, so dass politischer Wandlungswille in der Mitte der Gesellschaft entsteht.

## Ziele
Das Ziel der Global Marshall Plan Initiative ist es, einen substanziellen Beitrag hin zu einer weltweiten Ökosozialen Marktwirtschaft zu leisten. In einem solchen ökosozialen Marshallplan bestünde laut der Initiative und deren Befürwortern eine realistische Perspektive
- zur Überwindung der entwürdigenden Armut der Hälfte der Menschheit, die längst als Hauptursache der existenziellen Weltprobleme erkannt wurde,
- zur erfolgreichen globalen Etablierung ökologischer und sozialer Standards für eine nachhaltige Entwicklung,
- zur Überwindung der tiefen kulturellen Frustration und Demütigung eines Großteils der Menschheit und damit zur Beseitigung eines explosiven Umfelds, das internationalen Terrorismus hervorbringt und die globale Sicherheit gefährdet,
- für ein neues Wirtschaftswunder, das die bisher fast völlig brach liegenden Human-Potenziale von mehr als drei Milliarden Menschen gezielt fördert, woraus letztlich die gesamte Menschheit immensen Nutzen ziehen würde,
- für eine allgemein gerechtere Gestaltung der Globalisierung
- und zur Verwirklichung der Menschenrechte und Menschenwürde für alle.

Ein Global Marshall Plan würde laut der Initiative jedoch auch für zahlreiche andere Probleme, die aus einer unbalancierten Globalisierung entstanden sind, neue attraktive Perspektiven bieten. Mögliche Auswirkungen wären beispielsweise:
- Der Wohlstand und damit auch die Löhne stiegen in den sich entwickelnden Ländern, damit sänke der Lohndruck in der Wirtschaft der traditionellen Industrieländer. Auch die erhöhte Nachfrage auf den Weltmärkten trüge dann zu einer Sicherung der Arbeitsplätze in den Industrieländern bei.
- Eine Umsetzung ökologischer Ziele wäre wesentlich realistischer, als es zur Zeit der Fall ist, da Armut nämlich, so die Argumentation, eine der Ursachen für Umweltzerstörung in den ärmeren Ländern sei. Wer um das tägliche Überleben kämpfen müsse, wäre nur schwer für Umweltschutz zu gewinnen. In weiten Teilen der Welt sei die Umsetzung ökologischer Ziele daher nur realistisch, wenn sie unmittelbar mit der aktiven Förderung sozialer und ökologischer Entwicklung verknüpft wären.

- Das Leitbild einer offenen, friedlichen, demokratischen, rechtsstaatlichen und gebildeten Bürgergesellschaft, das viele als den besten Garant für eine gute und dynamische Zukunftsperspektive aller Gemeinwesen sehen, würde durch einen ökosozialen Global Marshall Plan vorangebracht werden.

Ziel des Global Marshall Plans ist es, auf globaler Ebene geeignete Ordnungsprozesse mit Wettbewerbsmechanismen zu koppeln, um humane Potentiale, Ressourcen und Infrastruktur mit gut durchdachten institutionellen Lösungen zu Wertschöpfungssystemen zu verbinden. Eine weltweite Ökosoziale Marktwirtschaft würde demnach die richtige Balance zwischen wettbewerbsstarker Wirtschaft, sozialer Solidarität und ökologischer Nachhaltigkeit schaffen.

## Die Logik des Plans
Im Zentrum der Logik eines Plans wie er von der Global Marshall Plan Initiative vorgeschlagen wird, steht folgender Grundsatz: Investitionen, abgestimmte Marktöffnungen und Co-Finanzierungen in vielen Bereichen werden im Gegenzug für die Angleichung sozialer und ökologischer Standards geleistet. Auf diese Weise soll eine Form der gezielten globalen Armutsüberwindung entstehen, die sehr starke neue Wirtschaftsimpulse für die betreffende Region wie auch die gesamte Weltwirtschaft freisetzten soll. Durch die Koppelung des neuen Wachstums mit klaren ökologischen Standards soll gleichzeitig eine starke Ökologisierung des Wirtschaftens gefördert werden.
Die neuen ökonomischen, ökologischen und sozialen Perspektiven würden laut der Initiative einen starken Impuls zur inneren Befriedung der Weltgesellschaft bewirken, der wiederum wichtig ist für ein anhaltendes und nachhaltiges Gedeihen der Wirtschaft.
Auch wird angenommen, dass die positiven Effekte durch einen Global Marshall Plan in der Folge den Sog auf jene Regierungen verstärken würden, die sich einer ökosozialen Entwicklung bisher verschlossen haben. Es würde der Druck auf sie verstärkt, einer solchen Entwicklung Raum zu geben, Korruption abzubauen und „Good Governance“ zu fördern. „Good Governance“ (auf Deutsch auch „Gute Regierungsführung“ genannt) bezeichnet dabei ein gutes Steuerungs- und Regelungssystem einer politisch-gesellschaftlichen Einheit wie Staat oder Gemeinde. Zu den Prinzipien gehören Begriffe wie Transparenz, Effizienz, Partizipation, Verantwortlichkeit, Rechtsstaat, Demokratie und Gerechtigkeit.
Besonders wichtig ist, dass ein Global Marshall Plan alte Interessensgegensätze überwinden und eine ungewöhnlich breite Unterstützung erreichen will.
Eines der überraschenden Zwischenergebnisse des bisherigen Verlaufs der Initiative ist, dass sie von Wirtschaftsunternehmen und Unternehmensverbänden ebenso unterstützt wird wie von scharfen Kritikern der bisherigen Form der Globalisierung, und von Vertretern aus „Nord“ sowie aus „Süd“. Verschiedene bekannte Repräsentanten aller großen politischen Strömungen, aller gesellschaftlicher Sektoren und global handelnder Netzwerke der Zivilgesellschaft sprachen sich vehement für diese Initiative aus.
Die bisherigen Ansätze und Impulse der Initiative könnten also eine reelle Chance zu einem breiten gesellschaftlichen Brückenschlag eröffnen.

## Kernforderungen für eine Welt in Balance
Elemente des Global Marshall Plans, der fünf aufeinander bezogene Bausteine umfasst, sind bereits in den Ergebnissen vergangener UN-Gipfel enthalten, Teil der europäischen Politik und Forderung verschiedener NGOs und Institutionen. Die fünf Bausteine, die kontinuierlich den aktuellen Herausforderungen angepasst werden, bilden den Ausgangspunkt und gleichzeitig das Fundament der Initiative.

### Weiterentwicklung und Umsetzung der Millenniumsentwicklungsziele der UNO
Im September 2000 trat die Generalversammlung der Vereinten Nationen (UN) zusammen, um die wichtigsten Herausforderungen der kommenden Jahrzehnte zu erörtern. In der abschließenden Millenniumserklärung wurde die Globalisierung als eines der wichtigsten gegenwärtigen Themen hervorgehoben.
Die 192 UN-Mitgliedsländer bekannten sich in dieser Erklärung zu konkreten Millenniumsentwicklungszielen, die dazu beitragen sollten, dass die Globalisierung schlussendlich allen Menschen Vorteile bringt. Die auch UN Millennium Development Goals (MDGs) genannten Ziele stellen nach Ansicht der Initiative den ersten Zwischenschritt zu einer gerechteren Weltordnung und zu nachhaltiger Entwicklung dar. Nicht alle Ziele konnten bis 2012 erreicht werden, viele Probleme haben sich sogar verschärft – ein eklatantes Versagen der Weltgemeinschaft. Dies sollte umso mehr Ansporn dazu sein, die Ziele zu aktualisieren und zügig zu verwirklichen.

### Zurverfügungstellung zusätzlicher Mittel
Eine Reihe von richtigen und notwendigen Erklärungen und Vereinbarungen (beispielsweise die zuvor genannten Millenniums-Entwicklungsziele) wurden bisher nur in einem höchst entmutigenden Ausmaß umgesetzt. Wenn die offensichtliche Kluft zwischen Willenserklärung und Handlungskraft nicht bald überwunden wird, droht – neben der Eskalation der globalen Probleme – vor allem eine dramatische Zuspitzung der Vertrauenskrise in die Entscheidungsträger auf allen Ebenen und in die Handlungsfähigkeit der Politik insgesamt. Der Phase der Verständigung muss daher dringend eine Phase der entschiedenen Umsetzung folgen. Dies betrifft neben den Umsetzungsmechanismen (siehe Punkt 5.4.) vor allem Fragen der Finanzierung.
Der noch nicht gedeckte Finanzbedarf für die Erreichung der Millenniums-Entwicklungsziele lag nach einer Analyse der UNO im Jahr 2001 bei etwa 50 Milliarden $ pro Jahr plus etwa 20 Mrd. $ für die Bereitstellung öffentlicher Güter und für humanitäre Einsätze. Im Vergleich zum Status quo werden inzwischen jedoch erhebliche zusätzliche Mittel für Entwicklungszusammenarbeit (100 – 150 Mrd. $ US) und die Umsetzung der MDGs benötigt. Mit der Durchsetzung des von der Staatengemeinschaft seit 1969 anvisierten 0,7 % BSP-Ziels zur Finanzierung von Entwicklungszusammenarbeit wäre die materielle Basis dafür vorhanden.
Zum Vergleich:
- Das prozentuale Volumen des Marshallplans der USA nach dem Zweiten Weltkrieg lag bei 1,3 % des Bruttoinlandsprodukts der USA – über einen Zeitraum von 4 Jahren.
- Die weltweiten Rüstungsausgaben im Jahr 2004 betrugen ohne Kosten für den Irakkrieg ca. 1000 Mrd. $ (ca. 2,2 % des Welt-BIP von 45.000 Mrd. $ im Jahr 2004). Der Irakkrieg kostete zusätzlich bereits mehrere hundert Milliarden US-Dollar.

Diese Zahlen verdeutlichen, dass der vorgeschlagene Global Marshall Plan im vorgeschlagenen Umfang durchaus finanzierbar ist.

### Faire Besteuerung globaler Wertschöpfungsprozesse
Weltweite Entwicklung erfordert neben Marktöffnungen und neuen Umsetzungsmechanismen auch die oben genannten finanziellen Mittel für eine internationale Zusammenarbeit. Trotz der prinzipiellen Möglichkeit, die erforderlichen Beträge aus den nationalen Haushalten bereitzustellen, wäre es aus grundsätzlichen und verfahrenstechnischen Erwägungen einfacher, andere Wege für die Bereitstellung dieser Mittel zu finden.
Einerseits werden dadurch die nationalen Haushalte nicht direkt zusätzlich belastet, andererseits können die generierten Gelder besser von nationalen Interessen der Geberländer entkoppelt werden und es wird leichter, gemeinsam in gleichem Tempo voranzuschreiten. Da die Abhängigkeit von nationalen Interessen in der Vergangenheit immer wieder die Effizienz von Maßnahmen der Entwicklungszusammenarbeit beeinträchtigte und in der Folge das öffentliche Ansehen der Programme deutlich sank, können neue Finanzierungsinstrumente sowohl die politische als auch die öffentliche Akzeptanz für einen Global Marshall Plan entscheidend verbessern.
Deshalb fordert die Initiative, dass, aus ordnungspolitischen Gründen und wegen verbesserter Lenkungswirkung, sowie zur Erhöhung der Transparenz und insbesondere zur besseren Kontrolle des Weltfinanzsektors, Abgaben auf globale Wertschöpfungsprozesse und die Nutzung von Weltgemeingütern konsequent zu etablieren sind. Beispiele dafür sind eine Abgabe auf globale Finanztransaktionen, der Handel mit CO2-Emissionsrechten im Kontext von Klimagerechtigkeit und eine Kerosinsteuer. Im Folgenden einige Beispiele weiter ausgeführt:

#### Eine Finanztransaktionssteuer
Ein weiterer Vorschlag zur Finanzierung eines globalen Marshallplans, der ebenfalls die Unterstützung zahlreicher Fachleute findet, ist eine Steuer auf globale Finanztransaktionen – die aktuell in der EU kurz vor dem Durchbruch stehende Finanztransaktionssteuer (FTS).
Kritiker dieser Idee befürchten, dass dadurch die „kollektive Intelligenz“ in der Steuerung der sehr empfindlichen Finanzströme belastet werden würde. Dem steht entgegen, dass sich gerade in den jüngsten Auswüchsen und „Blasen“ an den internationalen Kapital- und Finanzmärkten sowie auch im Bereich der New Economy diese Intelligenz als nicht sehr weitreichend erwiesen hat. Es wird jedoch sowieso nur eine sehr vorsichtige Nutzung dieses Instruments und dies nur auf globaler Ebene vorgeschlagen.
Ein vorsichtiger Einstieg könnte beispielsweise eine weltweite Finanztransaktionssteuer von zunächst 0,01 Prozent sein. Bei positiven Erfahrungen könnte der Wert auf 0,02 Prozent erhöht werden. Damit könnten jährlich 30 bis 40 Mrd. $ bereitgestellt werden.
Allerdings muss berücksichtigt werden, dass eine solche weltweite Abgabe die Einrichtung neuer internationaler Strukturen erfordern würde, die über die notwendige Autorität wie auch über wirkungsvolle Sanktionsmöglichkeiten verfügen.

#### Weitere Überlegungen
Neben den beiden dargestellten Finanzierungsmöglichkeiten werden auch die Einrichtung eines Global Climate Certificate Systems (GCCS), einer Zukunftsanleihe, einer International Finance Facility sowie einer Kohlenstoffsteuer auf Kerosin diskutiert.
Zusätzliche wichtige Überlegungen sind die Entschuldung der Entwicklungsländer, die Schließung von Off-shore-Steueroasen, durch die den nationalen Steuersystemen jährlich etwa 50 Mrd. $ entzogen werden, der Abbau von protektionistischen Strukturen sowie Überlegungen zu einer internationalen Kartellbehörde.

### Faire, globale Partnerschaft und wirksame Mittelverwendung
Eine faire Partnerschaft in der Entwicklungszusammenarbeit auf allen Ebenen und ein adäquater Mittelfluss sind die Voraussetzung für eine tragfähige Zukunftsperspektive für die ganze Welt. Die Förderung von Good Governance, Subsidiarität, Regionalität, Bildung, die Bekämpfung von Korruption, sowie koordinierte und basisorientierte Formen der Mittelverwendung werden als entscheidend für eine selbstgesteuerte Entwicklung angesehen (z. B. Mikrofinanzierung).
Um die angestrebte Wirkung entfalten zu können und damit eine breite und dauerhafte Unterstützung der globalen Zivilgesellschaft, aber auch der Wirtschaft und Politik zu finden, müssen bei der Umsetzung des Global Marshall Plans frühere Fehler in der Entwicklungszusammenarbeit vermieden werden.
Die Überwindung des globalen Marktfundamentalismus und die Realisierung einer weltweiten Ökosozialen Marktwirtschaft sollen durch die Etablierung eines besseren Ordnungsrahmens der Weltwirtschaft im Rahmen eines fairen Weltvertrages ermöglicht werden. Als geeignetster Weg dazu erscheint in erster Linie die Verknüpfung von ethischen, ökonomischen, ökologischen, sozialen, kulturellen und demokratischen Standards mit einem solchen Programm.
Die Standards und Regelwerke werden also verknüpft mit (Co-)Finanzierungsprogrammen. Die Vergabe der Mittel darf dabei weder durch kurzfristige wirtschaftliche Interessen der reichen Länder noch durch kurzsichtige Machtinteressen von Eliten in den ärmeren Ländern beeinflusst werden. Dies kann am besten durch eine konsequente Orientierung an den erwähnten Standards, eine damit verbundene Rechenschaftspflicht sowie eine aktive und transparente Einbeziehung der Wirtschaft und der zivilgesellschaftlichen Organisationen erreicht werden.
Für die erste Phase des Global Marshall Plans wird die Anwendung folgender Standards angestrebt, für die bereits ein Konsens der UN-Mitglieder gefunden wurde:
- die grundlegenden wirtschaftlichen, sozialen und kulturellen Menschenrechte, die weitgehend deckungsgleich sind mit den Kernstandards der Internationalen Arbeitsorganisation (ILO) wie Organisationsrecht, Gleichbehandlung von Mann und Frau, Verbot der Kinderarbeit etc.
- Standards der internationalen Umwelt- und Naturschutzabkommen wie z. B. die Biodiversitätskonvention, das Washingtoner Artenschutzübereinkommen und das Kyoto-Protokoll.

Die Nichtbeachtung einiger dieser Standards stellen in manchen Bereichen die wichtigsten Wettbewerbsvorteile ökonomisch zurückliegender Regionen dar. Das Beispiel der EU-Erweiterung zeigt dennoch, dass Vereinbarungen über die Anwendung von gemeinsamen hohen Standards und Schutzniveaus erreicht werden können, wenn gleichzeitig eine Co-Finanzierung der Entwicklung der schwächeren Partner durch entwickelte Länder sichergestellt wird. Diese Koppelung ist für alle Beteiligten gewinnbringend.
Die bisher wirkungsvollsten Durchsetzungsmöglichkeiten von Standards auf globaler Ebene liegen bei der Welthandelsorganisation (WTO). Dennoch ist die Organisation, vor allem weil sie, ihrem Mandat entsprechend, primär den Abbau von Handelshemmnissen fördert und dabei ökologische, soziale sowie kulturelle Aspekte unberücksichtigt lässt, wie kaum eine andere in die Kritik geraten.
Längerfristig könnte die WTO dennoch zur geeigneten Institution reformiert werden, indem sie die Handelsregeln mit den oben erwähnten Standards zu einem gerechten, ausbalancierten und in sich schlüssigen, auf Nachhaltigkeit ausgerichteten Wirtschaftssystem verknüpft. Dabei sollten alle Elemente eines zukünftigen Ordnungsrahmens bei Nichtbeachtung mit denselben Klage- und Sanktionsmöglichkeiten versehen werden.
Die Gleichstellung von Handels-, Umwelt- und Sozialstandards über eine Verknüpfung mit der WTO ist eines der zentralen Anliegen der Initiative.
Alternative Überlegungen hinsichtlich der Durchsetzbarkeit ökologischer und sozialer Standards setzen auf eine Stärkung einer reformierten UNO und effizientere Instrumente zur Durchsetzung von Sozialstandards im Rahmen der ILO bzw. der Menschenrechte.
Sowohl individuelle, lokale, nationale als auch die globale Ebene haben in einer globalisierten Welt ihre eigenen, unverzichtbaren Aufgaben. Eine Bewältigung der Aufgaben nach dem Subsidiaritätsprinzip – also jeweils auf der Ebene, auf der sie am besten und effektivsten erledigt werden können – ist wesentlich für eine effiziente Umsetzung eines Global Marshall Plans und erfordert einiges an Veränderungen, da die politischen Entscheidungsstrukturen heute noch keineswegs einer zusammenwachsenden Weltgemeinschaft gerecht werden.
Im Zentrum der Bemühungen müssen dabei Wissenstransfer, „Empowerment“ und gezielte Investitionen in Bildung und Gesundheit stehen.
Maßgeblich zur Erreichung eines vernünftigen Ordnungsrahmens und einer selbstgesteuerten Entwicklung sind:
- gerechte partnerschaftliche Zusammenarbeit auf allen Ebenen
- Stärkung der Entscheidungs- und Gestaltungsmöglichkeiten der Partnerländer
- Förderung von Good Governance und Bekämpfung der Korruption
- koordinierte und basisorientierte Formen der Mittelverwendung, z. B. Mikrokredite
- und eine passende/adäquate Finanzierung.

Die Ideologie, dass das Glück auf Seiten der Tüchtigen steht, Armut also im Wesentlichen selbst verursacht ist, blendet die vielfältigen Dimensionen von Armut aus und vernachlässigt ihre Ursachen, die nicht zuletzt in ungleichen Besitz- und Machtstrukturen liegen, die Armut und Abhängigkeit über Jahrhunderte aufrechterhalten.
Eine weltweite Ausdehnung der Entwicklung des „Westens“ bei Ausblendung unserer nicht nachhaltigen Fehlentwicklungen führt aber keineswegs zu umfassendem Wohlstand aller Nationen und Menschen, sondern sowohl zu kultureller Verarmung als auch zur Vernichtung unserer natürlichen Lebensgrundlagen.

#### Von der Entwicklungshilfe zur Entwicklungszusammenarbeit
Die Arroganz der „westlichen Zivilisation“, die von den Menschen als demütigend, entwürdigend und bedrohlich empfunden wird, provoziert antiwestliche Stimmung und stellt den Nährboden für Hass und Gewalt dar. Hinzu kommen ungerecht verteilte Chancen und ein fehlender Interessenausgleich.
Die Bekämpfung des Elends in der Welt ist also kein Almosen, sondern humanitäre Pflicht und Friedenspolitik – auch im Eigeninteresse. Umfassende menschliche Sicherheit kann heutzutage nicht gegeneinander, sondern nur miteinander erreicht werden. Zudem ist es notwendig, gegenseitiges Vertrauen aufzubauen und die Menschen in den benachteiligten Ländern als gleichberechtigte Partner zu akzeptieren und an internationalen Verhandlungs- und Entscheidungsprozessen mitwirken zu lassen.

#### Einsatz der Mittel
Vor dem Hintergrund der oben ausgeführten Überlegungen werden von der Global Marshall Plan Initiative folgende Prinzipien und Vorschläge für den Einsatz der Mittel für besonders erwähnenswert empfunden:
- Die konkreten Förderprogramme sollten über die entsprechenden Sonderorganisationen und Programme der Vereinten Nationen koordiniert werden. Die Rolle der Vereinten Nationen muss gestärkt werden.
- Am Beispiel des bereits eingerichteten „The Global Fund to fight AIDS, Tuberculosis and Malaria“ soll beobachtet werden, ob die Einrichtung solch eigener UN naher Fonds in Wechselwirkung mit Akteuren der Wirtschaft und der Zivilgesellschaft für die Kernziele des Global Marshall Plans hilfreich ist.
- Sofern Mittel aus einer Welthandelsabgabe gewonnen werden, wäre zu erwägen, diese zunächst jeweils für Entwicklungsziele in jenen Wirtschaftssektoren einzusetzen, in denen die Einnahmen anfallen, um die Zustimmung seitens der Wirtschaft zu erhöhen.
- Ein wesentliches Instrument des Mitteleinsatzes sollte die öffentliche Ausschreibung von vorgesehenen Programmen bei Nichtregierungsorganisationen sein, um in gesunder Konkurrenz die beste Kosten-Ergebnis-Relation zu erhalten.
- Eindeutig Vorrang sollten Projekte haben, die auf dem unternehmerischen Potenzial der Menschen vor Ort basieren – zum Beispiel Kleinkreditbanken und Entwicklungsschulen, an denen Einheimische zu Entwicklungshelfern ausgebildet werden.
- Bei Technik-Transfers sollte sich die Auswahl der geförderten Projekte vor allem daran orientieren, dass eine möglichst große Breite an Einheimischen die Fähigkeit erlangt, mit diesen so schnell und effizient wie möglich in Eigenverantwortung umzugehen.
- Die Suche nach besonders erfolgreichen und effektiven sozialen und ökologischen Projekten und deren Erfolgskriterien sollte als neuer internationaler Forschungsschwerpunkt definiert und gefördert werden. Auf diese Weise kann die Effizienz vieler heutiger Formen der Entwicklungsunterstützung massiv gesteigert werden.

### Weltweite Ökosoziale Marktwirtschaft
Mit der schrittweisen Realisierung einer weltweiten Ökosozialen Marktwirtschaft soll ein mit Nachhaltigkeit kompatibler Ordnungsrahmen für die Weltwirtschaft etabliert und der globale Marktfundamentalismus überwunden werden. Funktionierende Global Governance-Strukturen brauchen Reformen bestehender Institutionen und Regelwerke. (z. B. Vereinte Nationen, Welthandelsorganisation und Weltfinanzsektor), sowie deren kohärente Verknüpfung zu einem funktionierenden Ganzen.

## Nächste Schritte
Gegenwärtig wird die Initiative für einen Global Marshall Plan von mehr als 5000 Einzelpersonen, 200 Organisationen, allen Bundesländern Österreichs sowie von einigen Städten Deutschlands und namhaften Persönlichkeiten des öffentlichen Lebens getragen. In vielen europäischen und außereuropäischen Ländern bildeten sich nationale und regionale Strukturen. Vom 19.–20. April 2008 trafen sich in Erfurt Vertreter zahlreicher Lokal- und Regionalgruppen aus Deutschland, um über die Gründung einer „Nationalen Initiative“ im Sinne der neuen Governance-Struktur der Global Marshall Plan Initiative zu beraten. Als Ergebnis wurde eine „Erfurter Erklärung“ verabschiedet, in welcher der Wille zur Gründung eines Vereins als Dach der Lokal-, Regional- und Landesgruppen ausgedrückt wird. Um dem eigenen Selbstverständnis des Netzwerkcharakters sowie die offene Gestaltung der Initiative nicht zu widersprechen, wurde damals letztlich jedoch auf die Gründung einer nationalen Organisationen verzichtet. Personen können grundsätzlich einer der zahlreichen unterstützenden Organisationen beitreten oder sich in Lokalgruppen formlos oder als Verein organisiert engagieren. Eine nationale Organisation oder einen Dachverband sollte es nicht geben.
Als internationale Initiative, ist das strategische Ziel der Initiative die Realisierung eines Global Marshall Plan voranzubringen und ein breites öffentliches Bewusstsein für global verantwortliches Handeln zu entwickeln. Nur ein gesteigertes Bewusstsein und ein verbessertes Verständnis können eine verlässliche Grundlage dafür sein, die Initiative noch bekannter werden zu lassen und die Globalisierung gerechter zu gestalten.
Die Global Marshall Plan Initiative wendet sich dabei mit ihren Überlegungen und Vorschlägen bewusst parallel an unterschiedliche Adressaten:
- an alle Menschen in der Welt, sich mit ihrem Wissen, ihren Erfahrungen und Ideen in die Initiative einzubringen.
- an die Religionsgemeinschaften sowie an die Medien und Künstler, die Idee des Global Marshall Plans weiterzutragen und Bewusstsein zu schaffen.
- an die Interessenvertretungen sowie an die in NGOs organisierte Zivilgesellschaft. Das Ziel ist es, Kräfte zu bündeln und gemeinsam für eine gerechtere, zukunftsfähige Globalisierung zu kämpfen.
- an die Wissenschaft. Alle Disziplinen werden eingeladen, den Global Marshall Plan zu einem detaillierteren und interdisziplinär fundierten Projekt weiterzuentwickeln.
- an die Wirtschaft, den Global Marshall Plan zu ihrem eigenen Anliegen zu machen – für eine sozial gerechte und ökologisch verantwortungsvolle Wirtschaftsentwicklung.
- an die Regierungen und Parlamente der Nationalstaaten, den Global Marshall Plan offiziell zu unterstützen und im Dialog mit den anderen Akteuren auszugestalten. Diese neue Qualität globaler Handlungs- und Problemlösungsfähigkeit liegt im langfristigen Interesse aller Länder.
- an die Europäische Union, als wichtige Hoffnungsträgerin für das Projekt und für viele Menschen in der ganzen Welt. Die EU-Mitgliedsländer stehen vor der historischen Chance, den Wandel von ehemaligen Kolonialmächten zu Partnern effektiver und umfassend verstandener Entwicklungspolitik zu vollziehen. Die EU kann und soll mutig eine Alternative zur jetzigen Form der Globalisierung entwickeln und in internationalen Verhandlungen konsequent vertreten. Für die innereuropäische soziale Balance wird mit einer Europäischen Bürgerinitiative für ein bedingungsloses Grundeinkommen an die EU appelliert.[1]
- an die UNO und an ihre Programme und Sonderorganisationen, die für die Umsetzung dieses Projekts eine zentrale Rolle spielen. Initiativen zur Reform der UNO in Richtung mehr Effizienz, Handlungskompetenz und Finanzausstattung werden von der Initiative unterstützt.
- an die G8, bei der Armutsbekämpfung nicht kurzfristige Maßnahmen wie Hilfe und Schuldenerlass in den Vordergrund zu stellen, sondern die strukturelle Armut durch eine Reform der globalen Regeln und Institutionen an der Wurzel zu bekämpfen.

Bereits kurz nach Gründung der Global Marshall Plan Initiative, gründeten Karolin und Frithjof Finkbeiner die Global Marshall Plan Foundation. Die Stiftung übernahm fortan die ursprünglich der Stiftung Weltvertrag übertragenen Aufgaben eines internationalen Koordinationsbüro der Initiative. Die Foundation agiert seither als Sekretariat für die Initiative, achtet auf die ordnungsgemäße Verwendung des Logos, vernetzt Akteure und befördert mit Hilfe der zahlreichen Unterstützer viele innovative Projekte. Neben der Unterstützung der Schülerinitiative Plant-for-the-Planet konnten mehrere internationale Konferenzen, wie beispielsweise das World Commons Forum, organisiert werden und innerhalb der jährlich stattfindenden Global Marshall Plan Academy rund 40 Multiplikatoren ausgebildet werden.
Einige der mehr als 200 Organisationen, die die Global Marshall Plan Initiative unterstützen, konstituierten sich im Dezember 2010 in München als Koordinationskreis der Initiative und übernahmen damit die Aufgaben der bis dahin anderweitig verteilten Aufgaben der inhaltlichen und politischen Koordination. Der Koordinationskreis erarbeitet strategische und inhaltliche Positionen der Global Marshall Plan Initiative, beschließt die Unterstützung von Projekten, arbeitet an der inhaltlichen Weiterentwicklung und trägt somit auch die inhaltliche Verantwortung der Jahrestreffen der Initiative. Seit November 2011 beschäftigen sich die Mitglieder mit der Erarbeitung eines Forderungskataloges zur Finanzkrise. Die aktuellen Papiere dazu können auf der Website der Initiative heruntergeladen werden.
Die aktuellen Projekte der Initiative sind die Hochschultage Ökosoziale Marktwirtschaft und Nachhaltigkeit, ein gemeinsames Projekt der Initiative und 5 weiterer Organisationen, sowie die weitere Ausbildung von Multiplikatoren durch die Internationalisierung und das Angebot weiterer Formate innerhalb der Global Marshall Plan Academy. Beide Projekte werden von der Global Marshall Plan Foundation mit unterstützt. Für die Hochschultage finanziert die Foundation eines von drei Projektbüros, für die Global Marshall Plan Academy die organisatorische Leitung. Die Betreuung und Unterstützung lokaler Aktivitäten durch das Koordinationsbüro, die Koordination und Vermittlung von Referenten sowie das Halten von Vorträgen sind weiterhin wichtiger Bestandteil des Engagements der Initiative.
Die Initiativen Plant-for-the-Planet und Global Marshall Plan betreiben gemeinsam einen Online-Shop, der fair gehandelte Schokolade, Infomaterial, Bücher, Zeitungen und Zeitschriften anbietet. Verantwortlich gemäß Impressum ist die Plant-for-the-Planet Foundation.

### Unterstützer
Die Initiative wird u. a. von Hans-Dietrich Genscher, Hubert Weinzierl (BUND), Rita Süssmuth, Ernst Ulrich von Weizsäcker, Franz Josef Radermacher, Jakob von Uexküll, Ulrich Martin Drescher, Renée Ernst, Sandra Maischberger (alle Deutschland), Josef Riegler, Franz Fischler (Österreich), Prinz El Hassan bin Talal (Jordanien), Vandana Shiva (Indien), Jane Goodall (Großbritannien) und ca. 5000 Unterstützern mit Schwerpunkt Deutschland und Österreich unterstützt.
Zu den unterstützenden Organisationen gehören u. a. der Club of Rome, das Ökosoziale Forum Europa, AIESEC Deutschland und Österreich, Cap Anamur / Deutsche Not-Ärzte e. V., VENRO, UN-Millenniumkampagne Deutschland sowie alle Bundesländer Österreichs.
Im Januar 2007 hat sich der Thüringer Landtag als erstes Landesparlament in Deutschland zu den Zielen des Global Marshall Plan bekannt. In dem Beschluss (Landtags-Drucksache 4/2658) wird auch die Thüringer Landesregierung ersucht, die Erarbeitung eines konkreten Maßnahmebündels zur Umsetzung des Global Marshall Plans zu unterstützen und mit herausgehobenen Beispielprojekten und Informationsveranstaltungen in Thüringen stärker bekannt zu machen sowie über die Fortschritte im dreijährigen Rhythmus, erstmals Ende 2009, dem Landtag zu berichten. Seit November 2007 unterstützt auch die Stadt München den Global Marshall Plan.

## Auf lokaler Ebene
Seit dem Frühjahr 2004 wurden von den Unterstützern vielerorts Lokal- und Hochschulgruppen gegründet. Die offizielle Website der Initiative listet Stand Januar 2020 sieben „aktive Lokalgruppen“ und 13 „Lokalgruppen“ auf, allerdings geben lediglich zwei der „aktiven Lokalgruppen“ Kontaktadressen an.